# Kurek napłon
Kurek napłon (Chelidonichthys cuculus) – gatunek ryby z rodziny kurkowatych (Triglidae).

## Występowanie
Północno-wschodni Atlantyk, od wybrzeża Afryki Zachodniej (Mauretania), Madery i Azorów do Szkocji, kanał La Manche, południowa część Morza Północnego i Morze Śródziemne.
Ryba żyjąca nad dnem piaszczystym, mulistym, kamienistym i skalnym poprzedzielanych ławicami piaskowymi na głębokości od 5 do 200 m, niekiedy w płytkich wodach przybrzeżnych o głębokości do 30 m. W Morzu Śródziemnym zwykle na większej głębokości od 100 do 250 m.

## Opis
Dorasta maksymalnie do 70 cm, zazwyczaj do 45 cm. Ciało wydłużone, stożkowate. Głowa pokryta pancerzem z płytek kostnych. Na wierzchołku pyska po obu stronach 3–4 kolce. Wzdłuż linii bocznej ciała rząd 65–70 skostniałych łusek zmniejszających się ku tyłowi. Płetwa grzbietowa podwójna: pierwsza z 8–10 ciernistymi twardymi kolcami, druga z 17–18 miękkimi promieniami. Wzdłuż nasady płetwy grzbietowej rząd 26–28 małych, kostnych kolców. Płetwa piersiowa, duża, trzy dolne promienie tych płetw twarde, cierniste są wolne i ruchliwe. Płetwa odbytowa ma 16–18 miękkich promieni.
Ubarwienie: głowa, grzbiet i boki czerwonawe, z ciemnymi nieregularnymi poprzecznymi paskami, spód ciała białawy. Płetwy piersiowe szare, różowe lub żółtawe z szerokimi ciemnymi pręgami. Płetwa ogonowa z jasną nasadą i ciemnymi tylnymi brzegami, płetwa odbytowa z jasną obwódką.

## Odżywianie
Odżywia się małymi skorupiakami oraz małymi rybkami żyjącymi przy dnie.

## Rozród
Tryb życia jest słabo poznany. Tarło odbywa się od wiosny do lata. Jaja i wylęgłe larwy unoszą się swobodnie w wodzie.